# Impatiens atherosepala
Impatiens atherosepala är en balsaminväxtart som beskrevs av Joseph Dalton Hooker. Impatiens atherosepala ingår i släktet balsaminer, och familjen balsaminväxter. Inga underarter finns listade i Catalogue of Life.